# Straub Dezső
Straub Dezső (Budapest, 1952. április 2. –) Jászai Mari-díjas magyar színész, konferanszié.

## Életpályája
A Színház- és Filmművészeti Főiskolát 1977-ben végezte el operett-musical szakon.
1969–1972 között a Chinoinban gyógyszerkészítő laboráns, 1972–73-ban a Magyar Optikai Művek laboránsa, 1973-ban hivatásos táncdalénekes, 1977–1982 között a József Attila Színház művésze volt. 1982-től a Vidám Színpad, majd a későbbi Centrál Színház, 2004-től a Budaörsi Játékszín tagja volt, de rendszeresen játszott a Karinthy Színházban és a Mikroszkóp Színpadon mint konferanszié. Jó humorú, jól éneklő és táncoló tehetséges komikus, aki gyakorta szerepel az operett területén, és a rendezés is érdekli.
2013. november 5-étől 2021-ig volt az újjá alakult Vidám Színpad művészeti vezetője, rendezője, színésze. Böröndi Tamás halálát követően tárgyalásai pozíciói megtartásáról sikertelenek voltak.
Édesapja tanítóképzőt végzett, majd orvosi műszerekkel foglalkozott. Akárcsak két fiú testvére, 1972-ben Dezső is gyógyszergyártó-laboránsként végzett, mielőtt a színművészetire ment.
Házasságából két fia született, ifjabb Straub Dezső zenész, Straub Péter pedig színész lett. Felesége halála után élettársától született egy lánya, Napsugár.

## Színházi szerepei
A Színházi Adattárban regisztrált bemutatóinak száma: 96.
| - Barnassin Anna: Pro Urbe (A városért tették)... Katona - Benedek András: Csudakarikás - Dale Wasserman: La Mancha lovagja - Alekszin: Bátyám és a klarinét... Viktor - William Shakespeare: Amit akartok - Jevgenyij Lvovics Svarc: A hókirálynő... Holló úr - Ábrahám Pál: Bál a Savoyban... Musztafa bey - Id. Dumas: A három testőr... XIII. Lajos - Barnassin Anna: Messze még a holnap... A divatkreátor; Munkásegyleti fiú - Hansberry: Kitörés... Bobo - Gold: A köpeny... Egy fiú - Roscsin: Veled vagy nélküled... Jóképű fiatalember - Bolt: Éljen a királynő!... Davison - Georges Feydeau: Zsákbamacska... Lanoix de Vaux - Carlo Goldoni: A hazug... Florindo - Maróti Lajos: Érdemei elismerése mellett... Kisvince - Bereményi Géza: Halmi vagy a tékozló fiú... Gyimesi; Horváth - Viktor Rozov: A siketfajd fészke... Prov - Kocsis István: Nem zárjuk kulcsra az ajtót... Imre - Balzac: Pajzán históriák... Király; Úrfi; Mafla; Szerzetes - Páskándi Géza: A koronatanú... Helvidius - Müller Péter: Szemenszedett igazság... Patkányfogóárus - Szerb Antal: Éjféli lovas... Osborne - Galin: Retro (Leélt napok fényes bánata)... Leonyid - Stok: Isteni komédia... Ádám - Hennequin-Veber: Elvámolt éjszaka... Baule; Dupont kerületi bíró - Stewart: Szeretem a feleségem... Alvin - Fekete Sándor: A Lilla-villa titka... Pável Cincov - Berkesi András: Keresd az asszonyt... - Thoeren-Logan: Van, aki forrón szereti... Jerry - Kálmán Imre: A Montmartre-i ibolya... Florimond - Vaszary Gábor: Az ördög nem alszik... Ronald - Stein: Zorba... Niko - Paso: Ön is lehet gyilkos... Enrique | - Ray Cooney: Délután a legjobb... George - Ludwig: Vegyes-páros... Max - Claude Magnier: Mona Marie mosolya... Blaise D'Ambrieux - Szilágyi László: Zsákbamacska... Ervin - Indig Ottó: A torockói menyasszony... Máté - Marc Camoletti: Leszállás Párizsban... Bernard - Marc Camoletti: Négy meztelen férfi... Bertrand - K. Halász Gyula: Fiatalság, bolondság... A menedzser; Szándék Lajos - Ray Cooney: Család ellen nincs orvosság... Dr. Hubert Bonney - Neil Simon: Tiszta Amerika... Norman Cornell - Arnold-Bach: Apa csak egy van?... Dr. Wehling - Ray Cooney: Pénz áll a házhoz... Vic Johnson; Henry Perkins - Kalmár Tibor: Kriminális kabaré... - Gmür: Tigris Lili... Henry - Crawford: Udvari páholy... Király - Georges Feydeau: Az úr vadászni jár... Moricet - Straub Dezső: Nejcserés támadás... - Valentyin Petrovics Katajev: Bolond vasárnap... Zürcsev Oszkár - Coward: Akt hegedűvel... Sebastian Lacreolle - Camoletti: Négyen a kanapén... Ügyvéd - Heltai Jenő: Bernát (...aki szalma)... Tunkó Béla - Arisztophanész: Madarak... Peisthetairosz - Nóti Károly: Szeressük egymást... Sárkány - Manfredi-Marino: Könnyű erkölcsök... Armando - Heltai Jenő: Az édes teher...Hogyan adtam férjhez a feleségemet?... Hathársy Miksa - Bencsik Imre: Kölcsönlakás... Csatai, képviselő - Feydeau: Fel is út, le is út... Bouzin - Foissy: Öbölből vödörbe... Férfi - Halász Imre: Egy csók és más semmi... Dr. Sáfrány - Lope de Vega: A furfangos menyasszony... Hernando - Magnier: Oscar... Bertrand Barnier - M. Parker: A szerelmes nagykövet... Harry Douglas - Vaszary Gábor: Ki a hunyó? avagy Bubus... Pál - Kálmán Imre: Csárdáskirálynő... Miska |

## Színházi rendezései
A Színházi Adattárban regisztrált bemutatóinak száma: 16.
- Szín-házibuli (1987)
- Vaszary Gábor: Az ördög nem alszik (1987, 2001)
- Várkonyi-Balogh: Szupermancs (1990)
- Deval: Potyautas (1997)
- Straub Dezső: Nejcserés támadás (2000)
- Pasolo: Ön is lehet gyilkos (2003)
- Heltai Jenő: Bernát (...aki szalma...) (2004)
- Feydeau: Fel is út, le is út (2005)
- Halász Imre: Egy csók és más semmi (2006)
- Magnier: Oscar (2007)
- Hennequin–Veber: Elvámolt nászéjszaka (2007)
- M. Parker: A szerelmes nagykövet (2008)
- K. Halász Gyula: Fiatalság bolondság (2008)
- Cooney: Pénz áll a házhoz (2010)

## Filmjei

### Játékfilmek
- Ki látott engem? (1977)
- K. O. (1978) – Gyuszi
- Világszám! (2004)

### Tévéfilmek
- Nyúlkenyér (1977)
- A 78-as körzet (1980)
- Enyhítő körülmény (1980)
- Családi kör (1980-1981)
- Szeszélyes évszakok (1981)
- A filozófus (1981)
- Bajuszverseny (1983)
- Fürkész történetei (1983)
- Jégapó (1984)
- Francia négyes (1985)
- Kíváncsi Fáncsi (1984-1989)
- Charley nénje (1986)
- A fantasztikus nagynéni 1-2. (1986)
- Amerikából jöttem… (1989)
- Hölgyek és urak (1991)
- Én táncolnék veled (1991)
- Szamárfül, avagy ió, ció, áció (1996)
- Kabarémúzeum (2006)
- Jóban Rosszban (2021)
- A mi kis falunk (2023)

## Cd-k, hangoskönyvek
- A rendíthetetlen ólomkatona és más Andersen mesék

## Díjai, elismerései
- Jászai Mari-díj (1986)